# Uvarovacris
Uvarovacris är ett släkte av insekter. Uvarovacris ingår i familjen gräshoppor.
Kladogram enligt Catalogue of Life:
| Uvarovacris | \| \| Uvarovacris gammaduensis \| \| \| \| \| \| Uvarovacris gracilis \| \| \| \| |
|             | \| \| Uvarovacris gammaduensis \| \| \| \| \| \| Uvarovacris gracilis \| \| \| \| |
|             | Uvarovacris gammaduensis                                                          |
|             |                                                                                   |
|             | Uvarovacris gracilis                                                              |
|             |                                                                                   |